# Restaurantmeister
Restaurantmeister (englisch certified restaurant manager) ist eine gastronomische Aufstiegsfortbildung, die mit einer Prüfung vor einer Industrie- und Handelskammer abschließt. Die Aufgaben des Restaurantmeisters sind die Organisation von Abläufen und Produktionsfaktoren, die Ausbildung und Betreuung von Auszubildenden sowie das Controlling in gastronomischen Betrieben. Seine Funktionen können die Leitung eines Restaurants oder des Bankettbereichs sein. Restaurantmeister werden auch als Gastronomieleiter eingesetzt.

## Inhalte
Die Fortbildung untergliedert sich in einen wirtschaftsbezogenen und einen handlungsspezifischen Teil. Die wirtschaftsbezogene Qualifikation umfasst u. a. Volks- und Betriebswirtschaftslehre, Rechnungswesen, Recht, Steuern und Unternehmensführung. Die handlungsspezifische Qualifikation umfasst u. a. Personalführung, die Planung von Abläufen und die Beschaffung der Produktionsfaktoren. Die Fortbildung kann in Vollzeit oder berufsbegleitend absolviert werden, dauert zwischen 3½ Monaten und zwei Jahren und schließt mit einer Prüfung vor einer Industrie- und Handelskammer ab, die bundeseinheitlich jeweils im Frühjahr und im Herbst eines Jahres abgehalten wird. Die Prüfungen umfassen mehrere schriftliche Teile, eine die zum eigenständigen Abschluss des Dienstleistungsfachwirtes führt, weitere schriftliche Prüfungen folgen im handlungsspezifischen Feld. Darauf aufbauend erfolgt eine Praxisprüfung am Gast wie auch zzgl. eigenständig geprüfte Spezialarbeiten Filetieren, Tranchieren, Flambieren und Cocktailmixen. Nach erfolgreichem Abschluss aller Prüfungsteile und dem Nachweis einer Ausbilderbefähigung vergibt die prüfende IHK die Meisternadel und den Meisterbrief mit dem öffentlich-rechtlich anerkannten Abschluss zum/zur Restaurantmeister/-in.